# أنطون ثور هيل
أنطون ثور هيل (بالإستونية: Anton thor Helle)‏ هو مترجم الكتاب المقدس ‏ ومترجم وكاتب ومؤلف إستوني، ولد في 18 أكتوبر 1683 في تالين في إستونيا، وتوفي في 13 أبريل 1748 في Rae Parish ‏ في إستونيا.

## وصلات خارجية
- أنطون ثور هيل على موقع الموسوعة البريطانية (الإنجليزية)